# Baptiste Malfondet
Baptiste Malfondet, né le 6 septembre 1995 à Vénissieux, est un ancien joueur français de handball évoluant au poste d'ailier gauche. Il est actuellement directeur sportif au Chambéry Savoie Mont Blanc Handball.

## Biographie
Baptiste Malfondet est repéré par Chambéry alors qu'il joue en N1 avec Villeurbanne. Il intègre donc le centre de formation de Chambéry, qui évolue lui aussi en N1.
En 2017, il signe son premier contrat professionnel d'une durée d'une saison avec Chambéry. Il ne joue que très peu sous les ordres d'Ivica Obrvan au cours d'une saison très compliquée pour Chambéry. Il n'est finalement pas conservé par son club formateur, le nouvel entraîneur Érick Mathé lui préférant Arthur Anquetil, qu'il connaissait depuis son expérience en tant qu'entraîneur adjoint à Montpellier.
Il s'engage finalement pour deux saisons avec Limoges, club ambitieux de Proligue, visant à court terme la promotion au plus haut niveau national. La montée en Lidl Starligue intervient en 2020 : à cause de la pandémie de Covid-19, la LNH acte l'arrêt définitif du championnat le 14 avril 2020 et Limoges est promu en tant que deuxième.
Son contrat avec Limoges n'est toutefois pas renouvelé et il signe au CS Chênois Genève, club de la première division suisse accueillant régulièrement d'anciens joueurs de Chambéry.

## Palmarès

### En club
Compétitions nationales
- Vainqueur du Trophée des champions (1) : 2013
- Deuxième de Proligue : 2020

Compétitions internationales
- Demi-finaliste de la Coupe de l'EHF (C3) : 2016